# Медобори (ансамбль)
Медобори — музичний гурт (ансамбль, ВІА) з Тернополя. Створений 1980 року. Художній керівник — Олег Марцинківський (кобза, вокал).

## Відомості
Основу репертуару склали пісні українських композиторів та українські народні в оригінальному аранжуванні.
Перший склад:
- Галина Шпарин — бандура, вокал,
- Ігор Вовк (? — 17.07.2022) — контрабас, бас-гітара,
- Світлана Глєба — перкусійні інструменти,
- Адріана Мельник (Онуфрійчук) — бандура, вокал,
- Уляна Вінницька — скрипка, вокал,
- Микола Пасічник — сопілка, флейта, кларнет, сурма
- Левко Корженевський — вокал,
- Людмила Тимощук — вокал.
- Петро Онуфрійчук — звукорежисер

У 1984 р. більшість учасників ансамблю «Медобори» покинули Тернопільську філармонію. Частина учасників під орудою Ігоря Вовка створили гурт «Ватрівчани».

### Досягнення
- 1981 року — перемога на Республіканському конкурсі популярної української пісні в Тернополі
- 1981 року — друге місце на Міжнародному конкурсі «Кримські зорі» в Ялті.